# El Maderal
El Maderal település Spanyolországban,  Zamora tartományban. El Maderal Villamor de los Escuderos, Topas, El Cubo de Tierra del Vino, Corrales del Vino, Cuelgamures, Fuentespreadas és Argujillo községekkel határos. Lakosainak száma 169 fő (2024).

## Népesség
A település népessége az utóbbi években az alábbiak szerint változott:
| Lakosok száma | 295  | 269  | 267  | 242  | 233  | 215  | 200  | 187  | 175  | 169  |
|               | 2001 | 2004 | 2007 | 2009 | 2012 | 2014 | 2017 | 2019 | 2022 | 2024 |